# Tres Cantos, Madrid

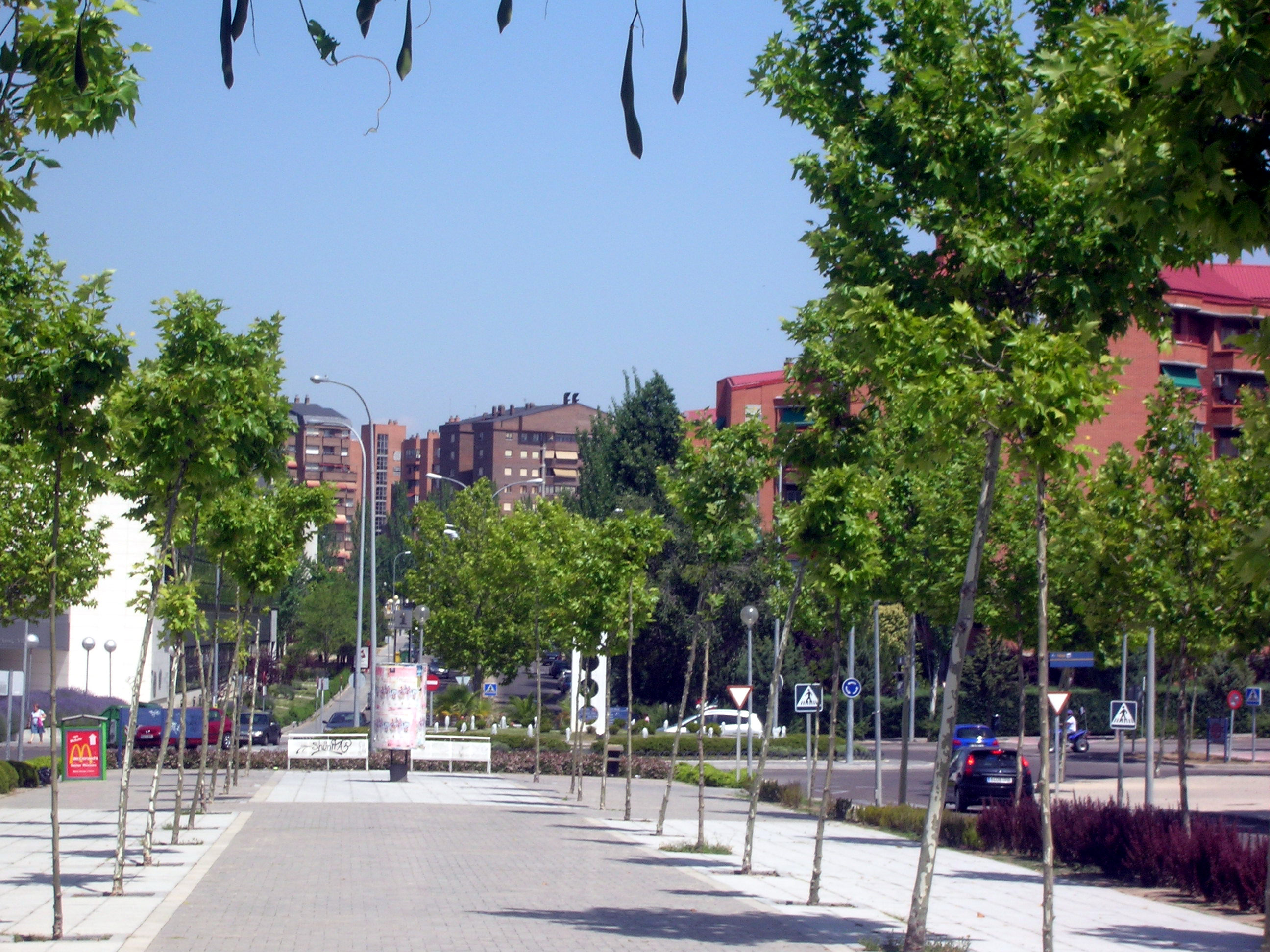
Avenida de los Encuartes

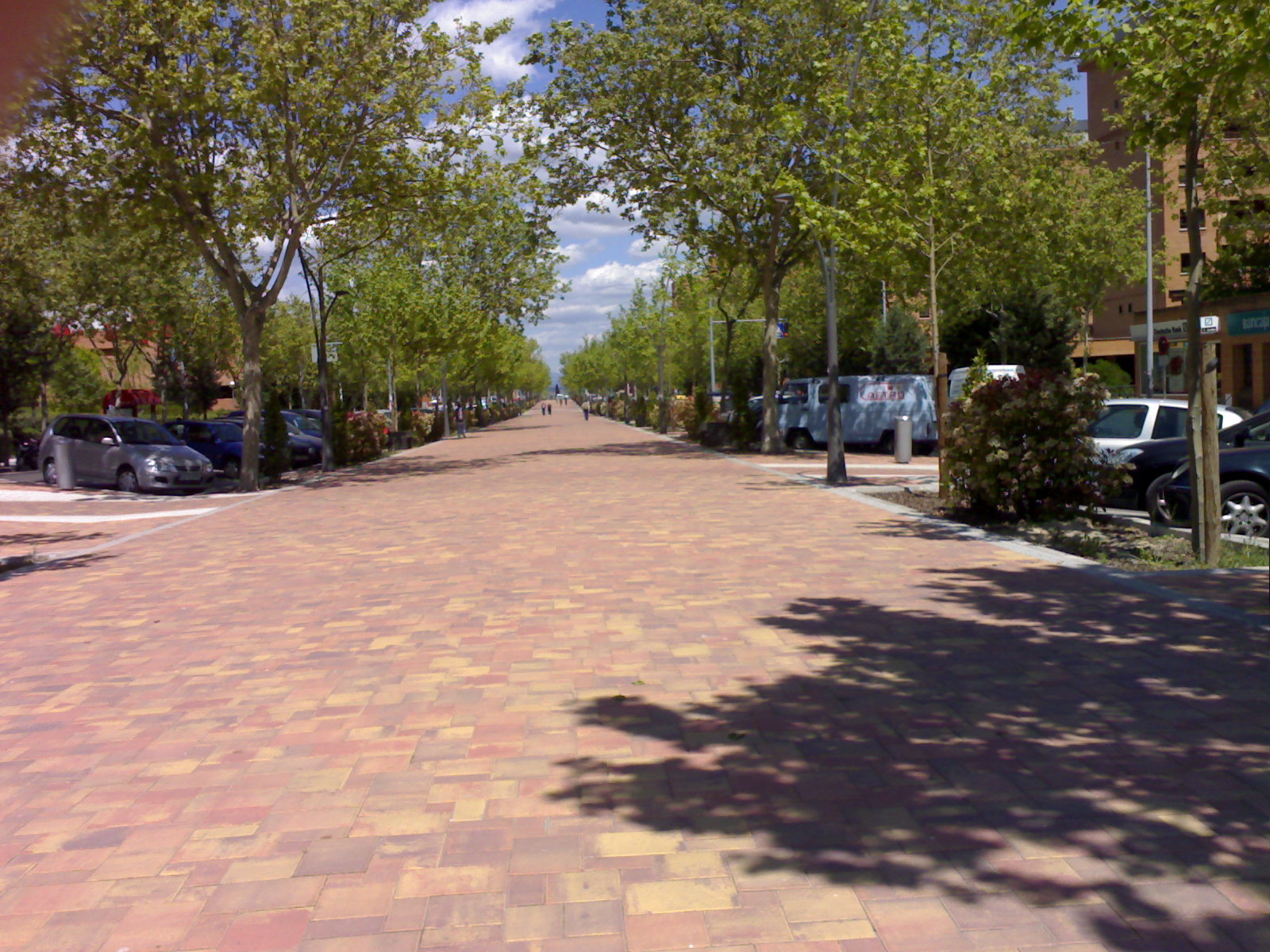
Avenida de Colmenar Viejo

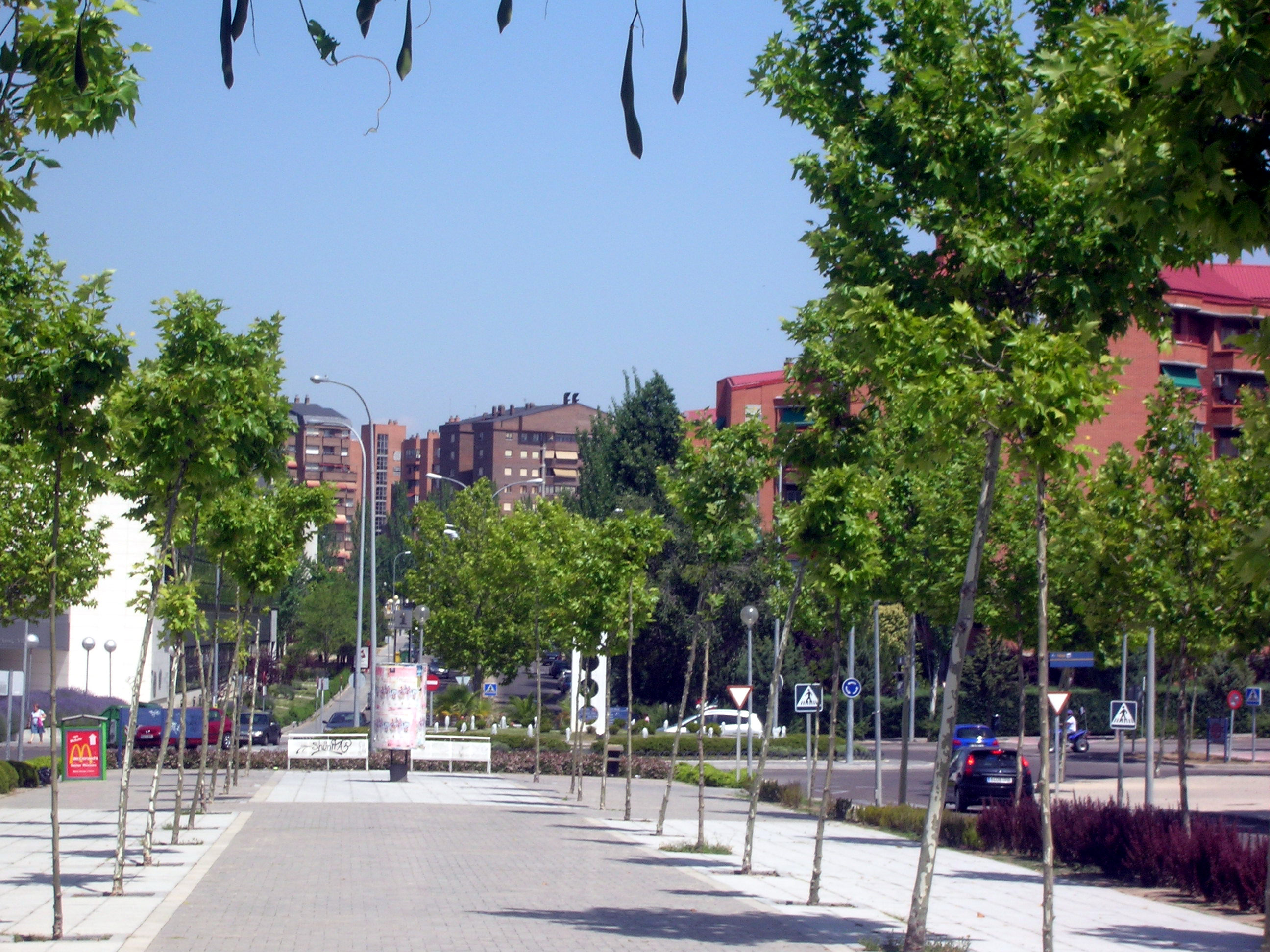
Tres Cantos

Tres Cantos este un oraș spaniol din municipiul Madrid, situat la 20 de kilometri nord de Madrid, în a doua centură metropolitană, pe axa autostrăzii M-607. Este un oras cu o locație excelentă și are un mediu de înaltă calitate și de mare valoare de mediu, cum ar fi Montes del Pardo, la sud, și de Viñuelas, la sud-est.
Locație situată în Drumul lui Iacob de Madrid (Camino de Santiago de Madrid).

## Demografia
Primii vecini s-au intalat în Tres Cantos, în anul 1982. S-au adunat in jur de 50 de persoane până la sfârșitul acelui an și a început să aibă 22.000 în anul 1992, astăzi având populația estimată la suma de 45500 de locuitori.

## Localizare
Tres Cantos este situat la 23 de kilometri de nordul Madridului, între orașele El Goloso și Colmenar Viejo. Această locație nu este întâmplătoare, deoarece la momentul creării sale s-au propus mai multe locații, dar aceasta, situată în partea de sud de Colmenar Viejo, a fost cel mai bun, deoarece are un acvifer ce permite o aprovizionare completă pentru oraș (turnul din Parcul Central de lângă centrul expozițional și lacul artificial, cu o suprafață mai mare decât a lacului Parque del Buen Retiro). În zonă se află și o bază militară a S.U.A.

## Centre educative
Tres Cantos are in prezent nouă școli publice elementare (Aldebarán, Antonio Osuna, Carmen Iglesias, Ciudad de Columbia, Ciudad de Nejapa, Gabriel García Márquez, Carmen Hernández Guarch, Miguel de Cervantes y Tierno Galván) și trei cu predare de liceu (José Luis Sampedro, Pintor Antonio López y Jorge Manrique). De asemenea, are două centre recunoscute (Colegio Nuestra Señora de la Merced y Humanitas Bilingual School), două școli particulare (Colegio Internacional Pinosierra y Kings College) și mai multe grădinițe, școli publice și private.

## Educație
În Tres Cantos există 19 de grădinițe (4 publice și 15 private), 9 școli publice de grădiniță și primară, 3 licee, 2 școli private și 1 centru străin.

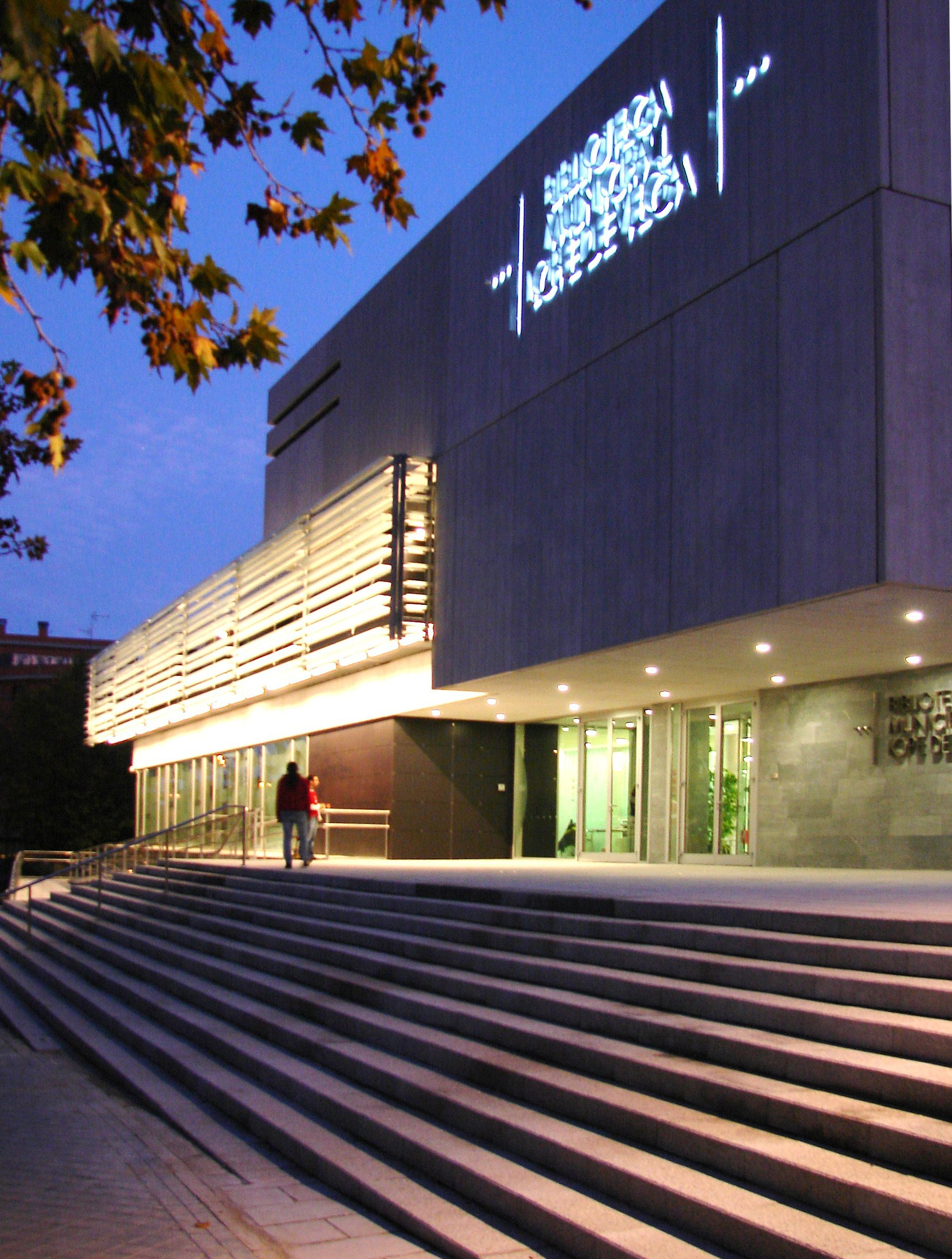
Biblioteca - Publică Lope de Vega (Tres Cantos)

Unele centre au în programul lor opțiunea de bilingv în care copiii pot alege să studieze. Pentru anul 2004/2005, Institutul de José Luis Sampedro sa alăturat acestei inițiative promovate de către Comunitatea Madrid, având să admită copiii care au studiat în acest program de la una dintre școlile menționate mai sus.
Tres Cantos are o școală de muzică - "Escuela Municipal de Música", situat în incinta Casei de Cultură, în Plaza del Ayuntamiento. Există, de asemenea, mai multe școli de muzică particulare și asociații culturale care acoperă diferite multitudine de expresii artistice.
Tres Cantos are, de asemenea, o bază a Școlii Oficial al Limbile în I.E.S. Pintor Antonio López.
În aprilie 2010, în cadrul 2008-2011 Plan PRISMA Madrid, a început construcția nouă Lope de Vega Biblioteca Municipal de Tres Cantos, care a fost deschisă pentru public la 17 noiembrie , 2011. Noua bibliotecă, o clădire  exclusivă modernă, atractivă și funcțională, situat la Av. Labradores 28, este format din 3.027 m2 de contruiți ai bibliotecii (peste 1466 m2 de parcare și facilități tehnice), situat pe doua etaje și subsol, care a fost un salt major în oferta de servicii bibliotecare și culturale.

## Despre Tres Cantos

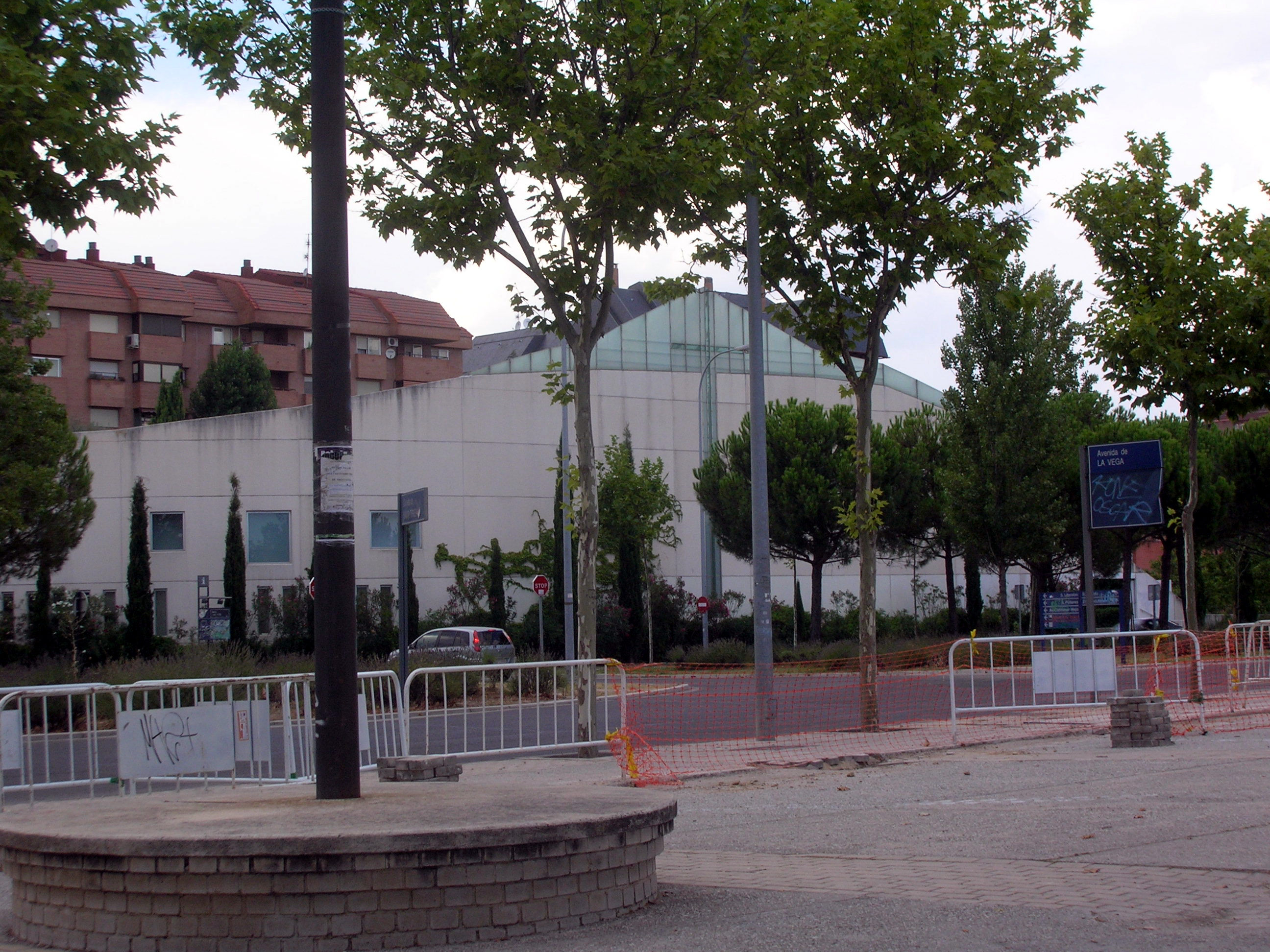
Biserica Santa Teresa

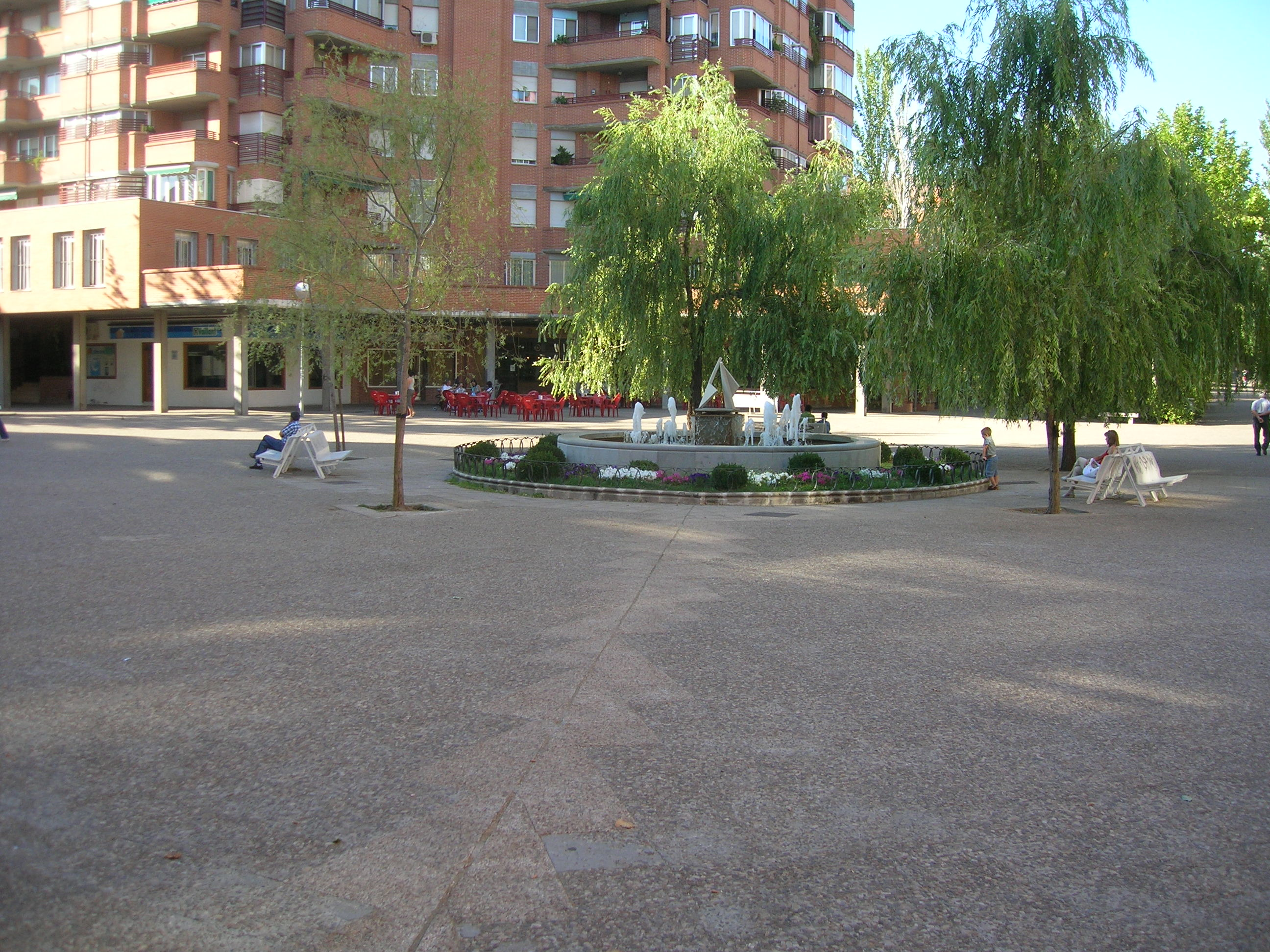
Sector Oficios

## Transportul

### Conexiuni pe autostradă

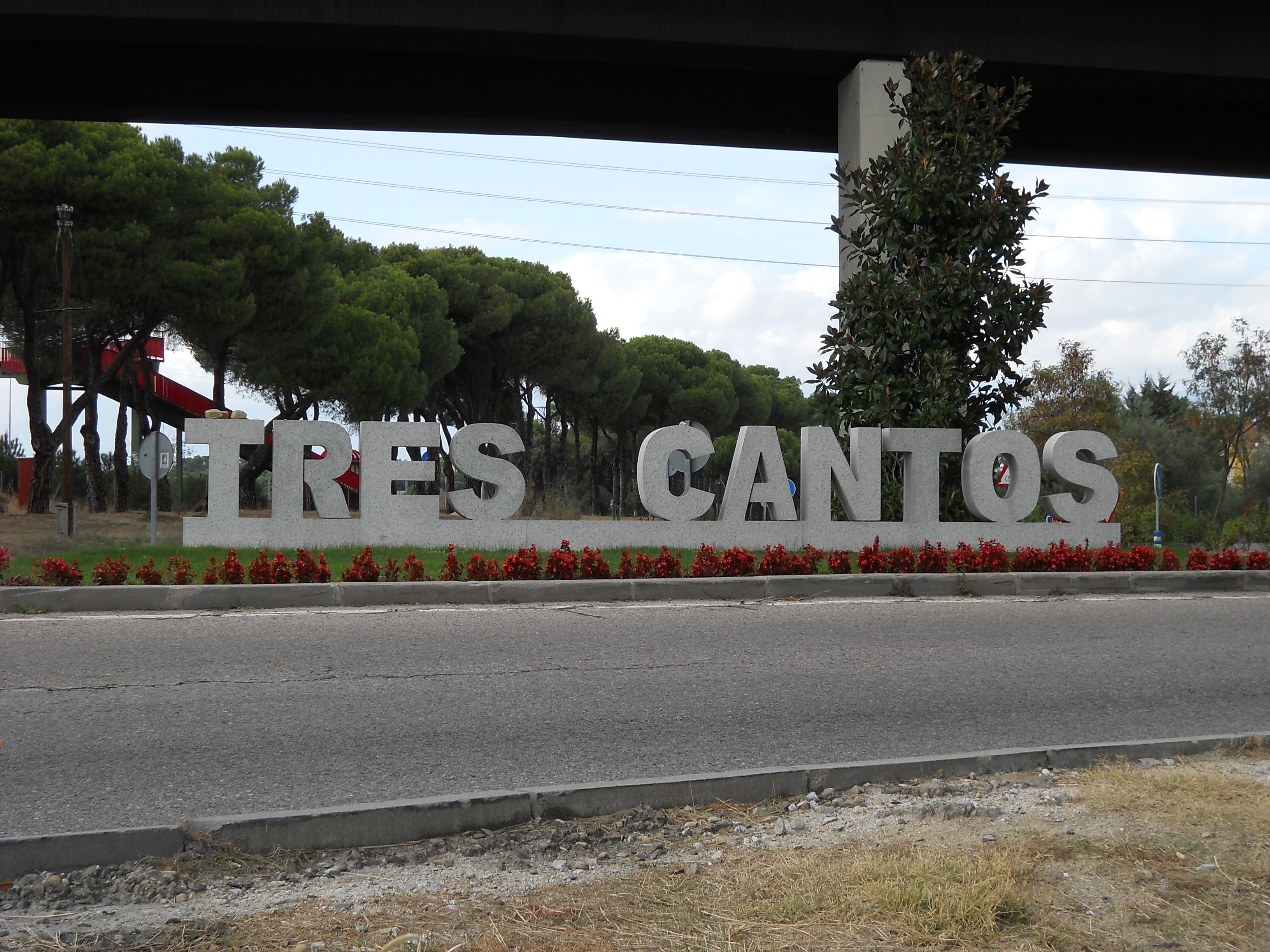
Prima intrare din M-607 în Tres Cantos

##### Cu Madrid și cu restul Spaniei
- M-607: Acestă autostradă este singura modalitate de a se conecta cu capitala Spaniei din Tres Cantos, unde se poate încadra la centurile Madridridului, M-40 și M-30, are legutură la cele șase mari radiale ale Madridului, spre restul Spaniei si restul punctelor ce aparține județului Comunidad de Madrid.

### Autobuz

##### Linii Urbane
- L-1: Pza. Estación (Estación FF.CC.) - Av. Encuartes - Av. Viñuelas - Ronda de Valdecarrizo - Av. Industria - Av. Colmenar Viejo - Pza. Estación (Estación FF.CC.)

- L-2: Pza. Estación (Estación FF.CC.) - Av. Encuartes - Av. Colmenar Viejo - Av. Industria - Av. Viñuelas - Av. Labradores - Pza. Estación (Estación FF.CC.)
- L-3: Soto Viñuelas - Av. Industria - Av. Colmenar Viejo - Av. Encuartes - Pza. Estación (Estación FF.CC.) - Av. Labradores - Ronda de Valdecarrizo - Soto de Viñuelas
- L-4: C/Asturias - Av. España - Av. de los Montes - Av. Colmenar Viejo - Av. Encuartes - Pza. Estación (Estación FF.CC.) - Av. Encuartes - Av.Colmenar Viejo - Av. de los Montes - Av. España - C/Asturias

##### Linii Interurbane
- 712: Calle de Asturias - Pza. Castilla (Madrid)
- 713: Avenida de España - Pza Castilla (Madrid)
- 716: Soto de Viñuelas (Tres Cantos) - Pza. Castilla (Madrid)
- 723: Pza. de la Estación (Estación FF.CC.) - Paseo de la Magdalena (Colmenar Viejo)

##### Conexiune Aereport
- 827: Tres Cantos - Alcobendas - Universidad Autónoma - Aeropuerto Madrid (Canillejas)

##### Linii Nocturne
- N-701: Avenida de Viñuelas - Calle del Tarragal - Ctra. Colmenar Viejo - Pza Castilla

### Tren urban
Gara Tres Cantos este situat în Piața Gării și este parte a liniei C-4 de Cercanias a Parla, și este posibil să se ajungă la Puerta del Sol în 29 minute și Parla în mai puțin de o oră. Linia, de asemenea, trece prin Estacion de Chamartín, unde puteți merge la aeroportul Barajas sau să High Speed spaniolă (AVE) și Atocha Station unde puteți obține Alta Velocidad Española (AVE).

### Bicicletă
Banda specială pentru biciclete care merge din Montecarmelo (Madrid) spre Colmenar Viejo, trece prin marginea de vest de Tres Cantos și este conectat la benzile speciale de biciclete din interiorul orașului. Este o distanță rezonabilă a persoanelor care muncesc și a studenților care doresc să utilizeze bicicleta zi de zi pentru transport prin Tres Cantos, sau între Tres Cantos și Universitatea Autonomă sau Colmenar Viejo.

## Mediul fizic

### Distanțe
Acestea sunt distanțe în linie dreaptă spre unele orașe și frontiere cu Portugalia, Franța și Andorra:
- Madrid: 20 km
- Barcelona: 501 km
- Sevilla: 407 km
- Valencia: 310 km
- Colmenar Viejo: 8 km
- Navacerrada: 29 km
- Segovia: 51 km
- Oviedo: 354 km
- Santiago de Compostela: 474 km
- Gijón: 365 km
- Córdoba: 315 km
- Gran Canaria: 1779 km
- Frontera con Francia: 377 km
- Frontera con Portugal: 265 km
- Andorra: 484 km
- Algeciras: 519 km
- Cádiz: 505 km

Reședință de județ cea mai apropiată: Madrid 20 km

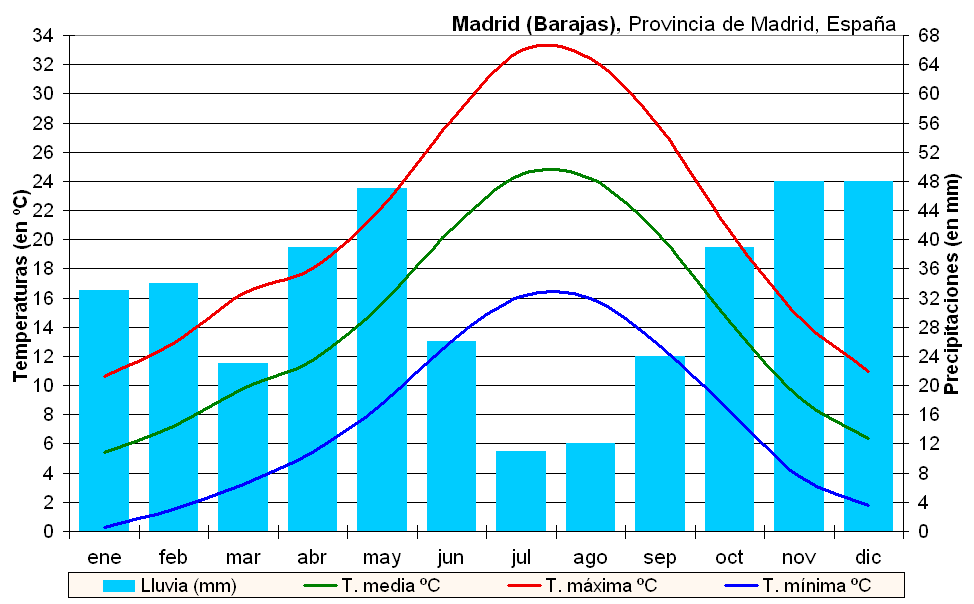

### Clima
Climatul de Tres Cantos este tipic Spaniei continentale. Verile sunt lungi și calde, cu temperaturi medii maxime de aproximativ 32 °C, care uneori pot fi de aproape de 40 °C. Temperarii medii nocturne sunt plăcute, deoarece scad până la 17 °C.
Temperaturile de iarnă sunt, primeveralmice, minimul fiind ușor sub 0 °C și de vârf în jurul valorii de 10 °C. De multe ori ploile de iarna durează mai multe zile la rând, în ceea ce este posibil de ceață dimineața. Climatul continental de obicei, toamna și primăvara trec foarte repede, lăsând puțin loc pentru a profita de temperaturi plăcute.

## Medii de Comunicare
- Los 40 Principales Madrid (93.9 FM).

- Cadena Dial Madrid (91.7 FM).
- Onda Cero Madrid (98.0 FM).
- COPE Madrid Norte (100.7 FM)(999 AM).
- SER Madrid Norte (89.6 FM).
- Europa FM Madrid (91.0 FM).
- Rock FM Madrid (101.7 FM).
- Cadena 100 Madrid (99.5 FM).
- Kiss FM Madrid (102.7 FM).
- RNE 5 Madrid (90.3 FM).
- Radio Clásica Madrid (89.8 FM).
- RNE 1 Madrid (88.2 FM).
- RNE 3 Madrid (94.5 FM).
- Hit FM Tres Cantos (92.8 FM).
- M-80 Madrid (89.0 FM)
- Punto Radio Colmenar V. (97.5 FM)
- Onda Madrid (101.3 FM)
- Máxima FM Madrid (104.3 FM)

### Televiziune
- Telemadrid (Cadena Autonómica)

## Orașe înfrățite
- 1995,  la daira de Agüenit în Sahara Occidental.
- 1996,  Nejapa en el departamentul San Salvador de El Salvador.
- 2004,  Saint-Mandé municipiu de Franța în regiune Île-de-France departamentul Val-de-Marne.
- Columbia, Maryland, EE. UU.

## Cluburi sportive
- Club Natație de Tres Cantos
- Club Sportiv de Fotbal Tres Cantos
- Club Baschet Tres Cantos
- Club Handbal Tres Cantos
- U.D Tres Cantos Islas
- Club de Tenis Tres Cantos
- Club de tenis de masă Tres Cantos
- Club Ajedrez Tres Cantos
- Club de Rugby Tres Cantos
- C.D. Pinosierra
- Tres Cantos Patin Club , cu secțiune de Hockey în Linie(roller) și secțiune de Hockey Patinaj www.3cpatinclub.es
- Club Atletismo Grupo Oasis Tres Cantos
- Asociación Deportiva Juvenil(ADJ)

## Hram local
- 21 martie: comemorare emancipării de Colmenar Viejo și înființării ulterioare a Tres Cantos ca oraș, aparținând municipiului Madrid.
- 24 iunie: în onoarea patronului orașului, Sfântul Ioan Botezătorul.